# Atletica leggera ai Giochi della II Olimpiade - 1500 metri piani
La gara dei 1500 metri piani dei Giochi della II Olimpiade si tenne il 15 luglio 1900 a Parigi, in occasione dei secondi Giochi olimpici dell'era moderna.

## L'eccellenza mondiale
In campo internazionale la specialità è ancora poco popolare. Molto più praticato è il miglio (1609 metri). Su questa distanza gli atleti più attesi sono: lo statunitense Alexander Grant, che ha vinto il titolo USA nel 1899; il connazionale John Cregan, campione nazionale USA nel 1897 e nel 1898; l'inglese Charles Bennett, che due settimane prima dei Giochi ha vinto il titolo britannico. Nel triennio 1897-99 il miglior tempo sul miglio è stato ottenuto dallo scozzese Hugh Welsh, che nel '98 ha vinto il titolo britannico con 4'17”2y e poi si è ripetuto l'anno successivo. Però Welsh ha già abbandonato lo sport dilettantistico.

## La gara
Per la prima e unica volta nella storia olimpica, la gara si sviluppa su tre giri esatti di pista: il tracciato infatti misura 500 metri.

La finale è prevista di domenica. Gli statunitensi obiettano che in quel giorno, per i fedeli, è previsto il riposo. Gli organizzatori insistono sul rispetto del programma. Per protesta, cinque università USA proibiscono ai propri atleti di scendere in campo. Alla partenza mancano infatti i migliori americani, tra cui Alexander Grant e John Cregan.
Charles Bennett scatta in testa sin dalla partenza; conduce la gara tallonato dal francese Deloge. Nel finale l'inglese lancia la volata staccando il rivale: taglia il traguardo con alcuni metri di vantaggio. Bennett ha percorso l'ultimo giro in 70”2, un tempo ragguardevole per l'epoca.

## Risultati

### Finale
Ore 15,30.
| Pos.    | Nazione     | Atleta                | Età | Tempo ufficiale | Tempo stimato |
| ------- | ----------- | --------------------- | --- | --------------- | ------------- |
| Oro     | Regno Unito | Charles Bennett       | 30  | 4'06"2          |               |
| Argento | Francia     | Henri Deloge          | 26  |                 | (4'06"6e)     |
| Bronzo  | Stati Uniti | John Bray             | 25  |                 | (4'07"2e)     |
| 4       | Stati Uniti | David Hall            | 25  |                 | (4'07"5e)     |
| 5       | Danimarca   | Christian Christensen | 24  |                 | n/d           |
| 6       | Austria     | Hermann Wraschtil     | 21  |                 | n/d           |
| 7-9     | Boemia      | Ondřej Pukl           | 24  |                 | n/d           |
| 7-9     | Regno Unito | Jack Rimmer           | 22  |                 | n/d           |
| 7-9     | Francia     | Louis Segondi         |     |                 | n/d           |